# Fóthy János (állatorvos)
Fóthy János (Oroszka, 1938. május 23.) állatorvos, élelmiszer-higiénikus, helytörténeti író

## Élete
Szülőfalujában, majd Párkányban tanult és a gadóci mezőgazdasági szakközépiskolában érettségizett. 1965-ben a brünni Állatorvosi Egyetemen szerzett diplomát.
1965–1974 között körzeti állatorvos volt Illésházán, majd 1974–1979 között Algériában dolgozott. 1979–1992 között a somorjai állatorvosi központ főállatorvosa, 1994–1998 között Somorja alpolgármestere lett. 1990-ben az MKDM egyik alapítója, s 1992–1994 között a Szlovák Nemzeti Tanács képviselője volt. 2001-től a Somorja és Vidéke Kulturális Társulás elnöke.

## Elismerései
- 1986 A Szlovák Irodalmi Alap Különdíja
- 2001 Rákóczi-emlékérem

## Művei
- 1990 Mezőgazdasági gyakorlatok (állattenyésztés)
- 2008 Oroszka évszázadairól
- 2013 Öt év Afrikában

Ismeretterjesztő cikkeket írt az egészségügy, az állategészségügy és az állattenyésztés köréből, illetve publicisztikái a kisebbségi és egyházi témákban.